# 沃林國家公園
53°56′N 14°27′E / 53.933°N 14.450°E

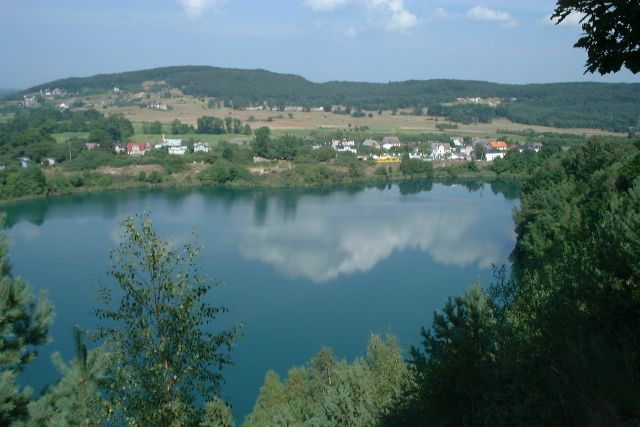

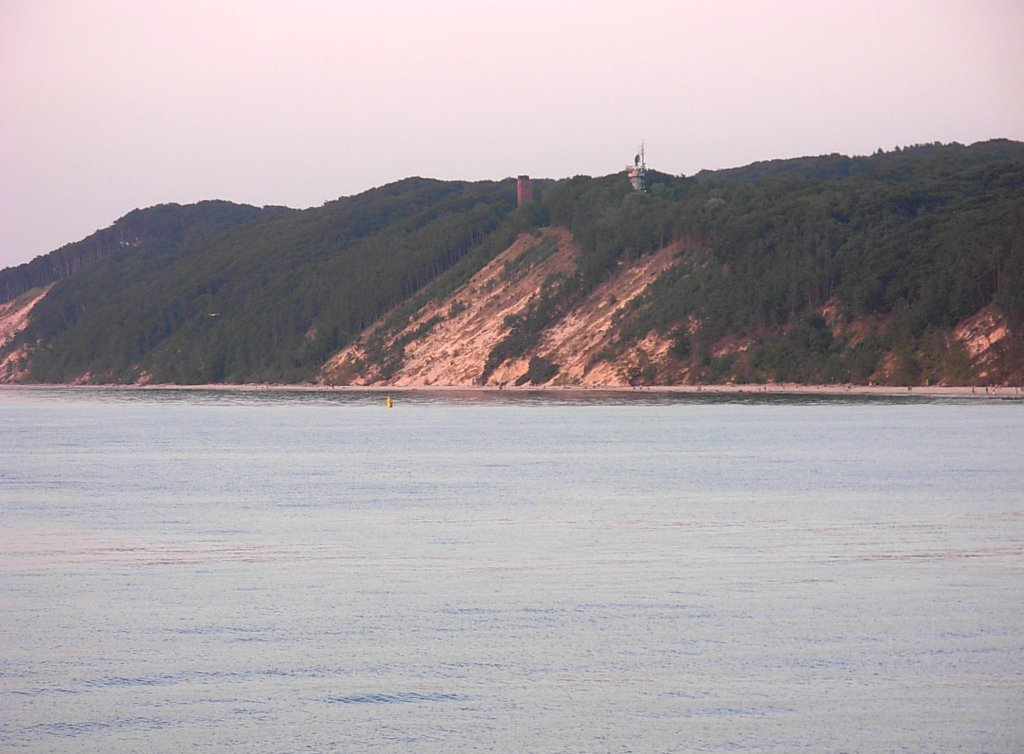

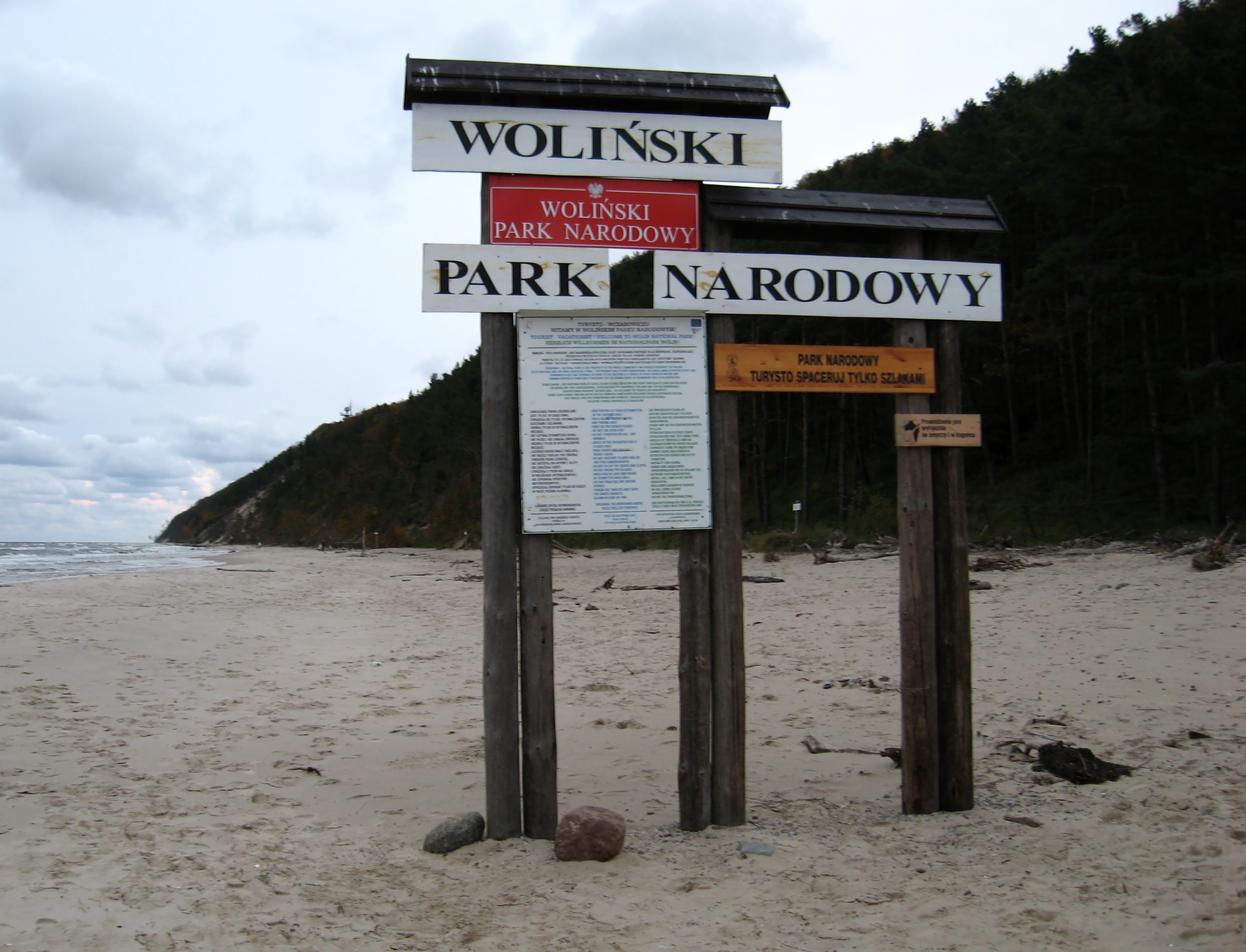

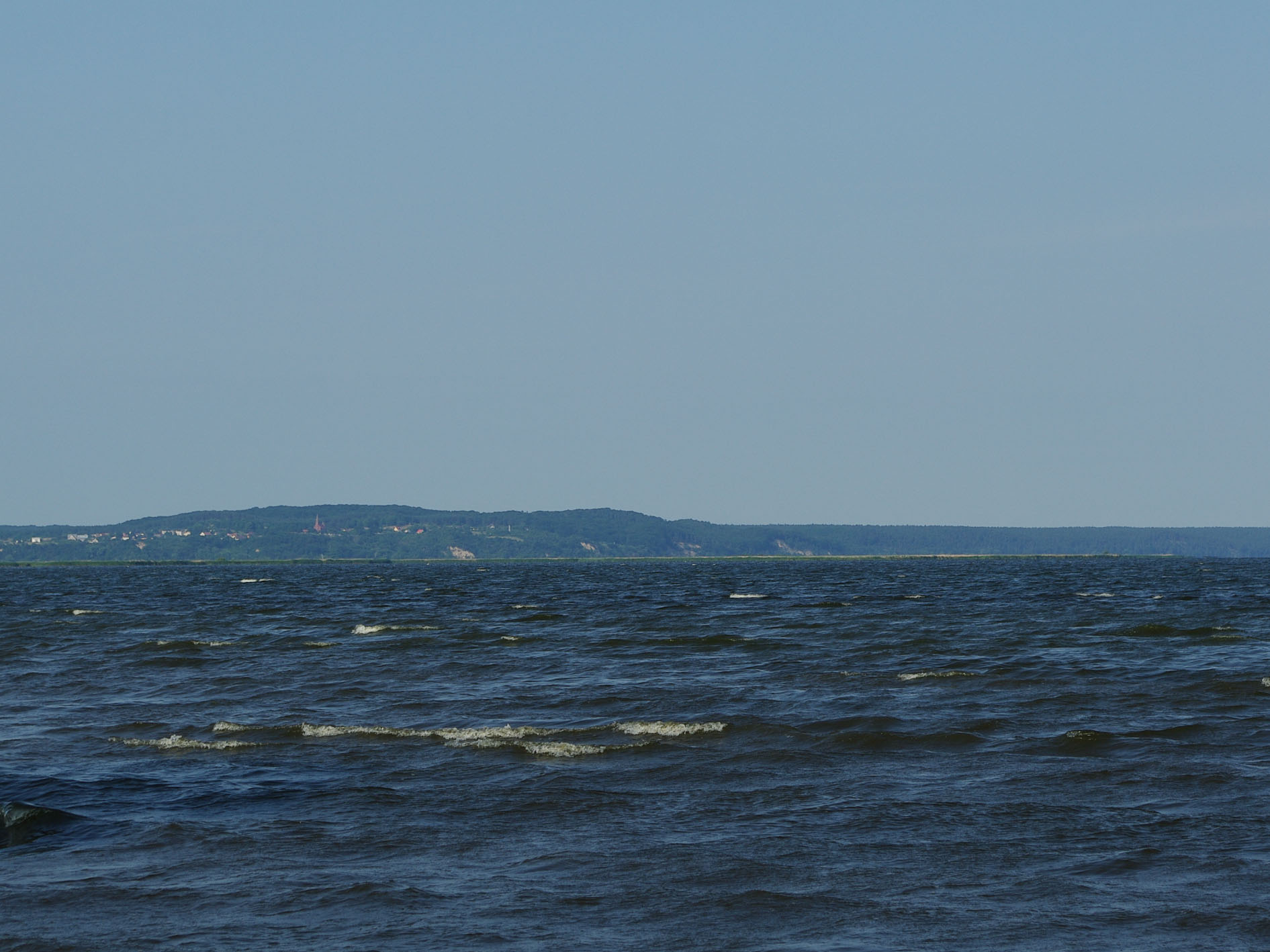

沃林國家公園是波蘭的國家公園，位於沃林島，由西波美拉尼亞省負責管轄，始建於1960年，面積109平方公里，是超過230種鳥類的棲息地。

## 外部連結
- Official website
- The Board of Polish National Parks